# Atsushi Nakajima (personaje)
Atsushi Nakajima (中島 敦 Nakajima Atsushi?) es un personaje ficticio del manga Bungō Stray Dogs, escrito por Kafka Asagiri e ilustrado por Sango Harukawa. Atsushi también aparece en las novelas ligeras basadas en la serie y en la película Bungō Stray Dogs: Dead Apple de 2018. Es un huérfano de 18 años que fue expulsado de un orfanato, una experiencia que lo motiva a encontrar una razón para vivir. Al conocer al detective Osamu Dazai, Atsushi descubre que tiene un poder sobrenatural llamado «Bestia bajo la luz de la luna» que le permite convertirse en un gran tigre blanco con una fuerza, velocidad, durabilidad y capacidades regenerativas increíbles. A pesar de su baja autoestima, Atsushi tiene un corazón puro y protege a los demás. Después de que Dazai lo contrata para trabajar con la Agencia Armada de Detectives en Yokohama, Atsushi se compromete a proteger a la exasesina Kyoka Izumi.
Atsushi fue creado por Asagiri como un personaje débil, pero identificable que buscaba su propósito en la vida. El personaje está basado en una historia del autor Atsushi Nakajima sobre un joven que se convierte en tigre. El personaje ha sido interpretado por Yūto Uemura en japonés y Max Mittelman en inglés. Los autores y el personal del anime disfrutaron trabajando con el personaje de Atsushi debido a sus interacciones con otros personajes y su impacto en la audiencia.
Las críticas hacia Atsushi han sido mixtas; los críticos tenían opiniones diferentes sobre tener un personaje de voluntad débil como protagonista. Sin embargo, los escritores apreciaron su rivalidad con Ryūnosuke Akutagawa y su preocupación hacia Kyoka; sintieron que Atsushi se volvió más fuerte debido a estas relaciones, que formaron su arco de personaje.

## Creación y desarrollo
El escritor del manga, Kafka Asagiri, creó originalmente a Atsushi como un hombre de 24 años en lugar de como un joven de 18. Para insinuar la capacidad del personaje de transformarse en un tigre blanco, el artista Sango Harukawa lo representó con el pelo blanco y un cinturón largo y colgante que se asemeja a una cola. Harukawa dijo que sería fácil dibujar al personaje principal en blanco en cualquier escenario. El personaje se basó en el escritor Atsushi Nakajima y su historia Sangetsuki (1942) sobre un personaje que se transforma incontrolablemente en un tigre.

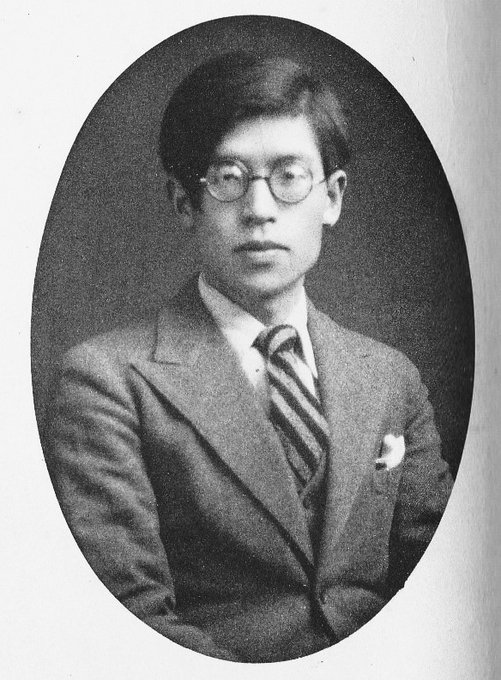
Atsushi Nakajima, la inspiración detrás de Bungō Stray Dogs.

El arco del personaje de Atsushi implica tener más confianza en sí mismo después de ser rechazado por su orfanato. A lo largo de la historia, recuerda haberse arrodillado mientras el personal del orfanato lo expulsa. El director del anime, Takuya Igarashi, muestra comúnmente esta escena para significar el trauma emocional de Atsushi. En lugar de agregar sangre a las peleas de Atsushi con su rival Ryūnosuke Akutagawa, Igarashi censura a ambos personajes como siluetas en un fondo rojo.
Al leer el manga por primera vez, el director de anime Yasuomi Umetsu quedó impresionado por la forma en que el detective Osamu Dazai fue el mentor de Atsushi y Akutagawa. Su relación se mostró en el inicio y final del anime, donde Dazai trata a sus subordinados con condescendencia mientras también dice que está influenciado por ellos. El tema de apertura en la segunda temporada del anime, «Reason Living» de Screen Mode, se centra en los intentos de Atsushi de convertirse en una persona más fuerte.
Para la película Bungō Stray Dogs: Dead Apple de 2018, Asagiri les dijo a los fanáticos que se enfocaran en el desarrollo psicológico de Atsushi, Kyoka Izumi y Akutagawa. La dinámica entre Atsushi y Kyoka se cambió para centrarse en el crecimiento psicológico de Atsushi. Una idea que no estaba presente en la película era que el miembro de la mafia resucitado Sakunosuke Oda salvara a Atsushi de un peligro desconocido. Asagiri dijo que a lo largo de la película, Atsushi se mantiene fiel a su personalidad original de una persona débil y con la que se puede relacionar, a pesar de tener escenas que muestran su fuerza interior.
En el anime y la película en su versión original, Atsushi tiene la voz del actor Yūto Uemura. Uemura dijo que si bien su personaje inicialmente no puede mantenerse por sí mismo, parece volverse más fuerte a medida que avanza la serie. Según el actor de voz, un gran impacto en el desarrollo de Atsushi es cómo encuentra a Kyoka, deseando protegerla de un destino oscuro y se convierte en una persona más fuerte por hacerlo. A Uemura le gustó la escena en la que Atsushi se encuentra con Akutagawa en la aeronave Moby Dick, donde el actor trató de mostrar la fuerza de voluntad de Atsushi al competir con Akutagawa. A pesar de tener dificultades para mostrar la fuerza del personaje, Uemura cree que algunas líneas que tiene Atsushi al interactuar con personas de los Guild dan una buena impresión de su poder. Al escuchar por primera vez a Uemura, el personal del manga y anime se sorprendió por su actuación y lo consideró apto para interpretar al personaje. En la realización de la película Bungō Stray Dogs: Dead Apple, Uemura se sintió honrado de seguir interpretando a Atsushi, principalmente debido a la importancia del personaje y el impacto en su carrera.

## Apariciones

### Bungo Stray Dogs
Atsushi aparece por primera vez en el manga como un huérfano que planea robarle a la próxima persona que ve para poder sobrevivir. Cuando salva al detective Osamu Dazai de ahogarse, Dazai se enoja porque estaba intentando suicidarse. Después de invitarlo a comer en un restaurante, Dazai se da cuenta de que Atsushi es el hombre tigre y le pide que trabaje en la Agencia de Detectives Armados. Atsushi acepta y conoce a los otros miembros que también poseen poderes sobrenaturales. También descubre que es el objetivo de Port Mafia, que lo busca en su forma de tigre. Durante un encuentro con la joven asesina de la mafia Kyoka Izumi, Atsushi se preocupa de que esté obligada a matar y desea darle una vida mejor. Como resultado, el líder de la agencia de detectives, Yukichi Fukuzawa, la recluta y Dazai pone a Kyoka bajo el cuidado de Atsushi en el apartamento que les ha proporcionado. Durante otro encuentro con la Port Mafia para recuperar a Kyoka, Atsushi usa poderes para luchar con Akutagawa, quien pertenece a la mafia y posee un odio hacia Atsushi por ser subordinado de Dazai del cual desea tener su aprobación.
Después de que Atsushi se escapa de la mafia, la agencia de detectives se entera y pelea con un grupo conocido como los Guild. Durante esas batallas, Kyoka es arrestada, y Atsushi se entera de que la organización anteriormente mencionada otorga una recompensa por su cabeza; Su líder, Francis Scott Key Fitzgerald, afirma que un tesoro escondido está ligado a los poderes de Atsushi. Al ver los Guild como una gran amenaza, Atsushi convence a Dazai para que forme una alianza con la mafia. Posteriormente, Atsushi, siendo el detective más fuerte de la agencia, es enviado a atacar a los Guild. Durante su búsqueda de Kyoka, Atsushi se encuentra con Akutagawa para evitar que la aeronave Moby Dick caiga sobre la ciudad. Posteriormente, ambos unen sus fuerzas para derrotar a Fitzgerald, mientras que Kyoka detiene la aeronave, pasando una prueba para unirse a la agencia de detectives.
Tras la desaparición de los Guld, Atsushi está en conflicto al enterarse de que alguien que lo maltrató en el orfanato murió en un accidente de tráfico. Al principio está feliz por la muerte de la persona, pero también se da cuenta de que el abuso que sufrió lo convirtió en una persona más fuerte. Cuando un grupo conocido como las Ratas en la Casa de los Muertos, dirigido por Fyodor Dostoyevsky, infecta a los líderes de Port Mafia y la agencia de detectives con un virus mortal, Atsushi se encuentra una vez más luchando contra la mafia. Sin embargo, el regreso del mentor de los líderes de ambos grupos, Natsume Sōseki, conduce a otra alianza entre las facciones. Atsushi y Akutagawa buscan a la persona responsable del virus y se enfrentan a un miembro de las Ratas llamado Ivan Goncharov. Durante la batalla, cuando Atsushi se debilita, Akutagawa le da fuerza. Atsushi llega a la conclusión de que, aunque entiende a su torturador, está triste porque nunca tuvo la oportunidad de matarlo. Aunque victorioso, el dúo no encuentra el origen del virus. Mientras sus superiores los buscan, Atsushi y Akutagawa deciden tener una pelea en los próximos seis meses para poner fin a su rivalidad.
Mientras se preparaba para enfrentarse a Akutagawa, Atsushi es atacado por Nikolai Gogol, uno de los socios de Fyodor de la organización terrorista Decay of Angels, y resulta herido. La agencia culpa a Decay of Angels por un asesinato inspirado en una escena de un libro que Fitzgerald estaba buscando. Después de que Atsushi se recupera, él y Kyoka se enteran de que Dazai fue a prisión. Sin embargo, logran recibir órdenes de él. Para salvar a la agencia, se les dice que borren el contenido del libro que usaron los Decay of Angels.

### Otras apariciones
Atsushi aparece en la película Bungo Stray Dogs: Dead Apple, donde la agencia de detectives se entera de una serie de suicidios de personas que poseen poderes sobrenaturales. A través de sus superiores, Atsushi y Kyoka se dan cuenta de que los suicidios son el resultado de una niebla que hace que el poder se personifique y mate a su poseedor. Durante la película, Atsushi, Kyoka y Akutagawa pierden sus poderes pero logran derrotar a sus poderes. Sin embargo, Atsushi se queda solo, ya que no puede recuperar su voluntad de luchar. Entonces entiende que, cuando estaba en el orfanato, fue torturado por Tatsuhiko Shibusawa, el mismo hombre que creó la niebla. En un ataque de rabia, Atsushi mata a Shibusawa, quien luego es revivido por Fyodor. Atsushi abraza su poder y voluntad de luchar y una vez más mata a Shibusawa, con la ayuda de Kyoka y Akutagawa, lo que hace que la niebla desaparezca. Atsushi también aparece en la adaptación al manga de la película.
Otros derivados de la serie incluyen una obra en la que Atsushi es interpretado por Yūki Torigoe. Atsushi también aparece en el yonkoma Wan!, donde se le representa deforme. En el juego para móviles Bungo Stray Dogs: Tales of the Lost, Atsushi es un personaje jugable. También es un personaje invitado en el juego Yume 100.
Atsushi aparece en la novela ligera BEAST: White Akutagawa, Black Atsushi, donde Atsushi es miembro de la Port Mafia. Trabajando para el jefe Dazai junto a su compañera Kyoka, Atsushi muestra signos de sufrir un trastorno de estrés postraumático, que la encarnación de Dazai en la novela aprovecha para controlarlo. Cuando Atsushi se encuentra con Akutagawa en la novela, Dazai le dice a Atsushi que se convierta en detective junto a Kyoka antes de suicidarse. También aparece en la novela ligera Bungo Stray Dogs: 55 Minutes, donde la agencia se encarga de encontrar un ladrón.

## Popularidad
Al promocionar la película Dead Apple, el zoológico Tobu en Saitama, mostró una imagen de Atsushi junto al tigre Rocky-kun. Durante la promoción de este evento, el actor de voz de Atsushi, Yūto Uemura, participó en la realización de múltiples anuncios que se realizaron entre el 24 de febrero y el 3 de marzo de 2018. En otra promoción, Atsushi se unió en un crossover con Hello Kitty. En una encuesta de Gakuen Babysitters, Atsushi fue votado como uno de los personajes masculinos que los fanes querían tener como hermano menor. En 2016, en una encuesta de la revista Newtype, fue votado como el tercer y séptimo mejor personaje masculino. En una encuesta de Anime!Anime!, Atsushi y Akutagawa fueron votados como uno de los mejores rivales de anime que se convierten en aliados.